# Guy Hellers
Guy Hellers (10 de outubro de 1964) é um ex-futebolista e treinador de futebol luxemburguês.

## Carreira em clubes
Hellers jogou durante sua carreira por dois times: o Metz (1980-1982) - na verdade, não chegou a atuar - e o Standard de Liège (1983-2000), jogando 383 partidas e marcando 30 gols.
Aposentou-se em 2000, logo após o final de seu contrato com o Standard. No entanto, voltou a seu país para jogar pelo F91 Dudelange, mas, assim como em sua passagem pelo Metz, não chegou a jogar nenhuma partida. Hellers abandonou definitivamente a carreira de jogador no mesmo ano.

## Carreira de treinador
Quatro anos depois de parar de jogar, Hellers exerceu seu único trabalho de treinador na Seleção Luxemburguesa, função que desempenhou de 2004 a 2010, quando deu lugar a Luc Holtz.

## Seleção
Hellers jogou entre 1982 e 1997 na Seleção de Luxemburgo, atuando por 55 partidas e marcando dois gols: um contra a Bélgica, em 1989, e outro em 1995, contra a República Tcheca.
Sua primeira partida com a camisa da Seleção foi contra a Grécia.

## Títulos
- Copa da Bélgica: 1 (1993)